# باشگاه والیبال نولیکو مازک
باشگاه والیبال نولیکو مازک (به انگلیسی: Noliko Maaseik) یک باشگاه والیبال مردان حرفه‌ای مستقر در مزک، بلژیک است. این باشگاه در سال ۱۹۶۰ با نام ماوک مزک تأسیس شد. نولیکو با ۱۴ قهرمانی در لیگا پرافتخارترین تیم بلژیک است. این تیم در سال‌های ۱۹۹۷ و ۱۹۹۹ به فینال لیگ قهرمانان والیبال اروپا هم رسیده بود.